# Love On Tour
Love On Tour – druga trasa koncertowa brytyjskiego piosenkarza i autora tekstów, Harry'ego Stylesa w ramach promocji jego drugiego i trzeciego albumu studyjnego, Fine Line (2019) oraz Harry's House (2022). Miała się rozpocząć 15 kwietnia 2020 w Birmingham w Anglii na Arenie Birmingham i zakończyć 3 października 2020 w Meksyku na stadionie Foro Sol. Z powodu pandemii COVID-19 została przesunięta na 2021. Trasa została rozpoczęta 4 września 2021 roku w Las Vegas, Nevada a zakończona 22 lipca 2023 roku w Reggio Emilia, Włochy.

## Lista utworów[potrzebnyprzypis]

### 2021
1. "Golden"
2. "Carolina"
3. "Adore You"
4. "Only Angel"
5. "She"
6. "Falling"
7. "Sunflower, Vol. 6"
8. "Woman"
9. "Cherry"
10. "Lights Up"
11. "Canyon Moon"
12. "Treat People With Kindness"
13. "What Makes You Beautiful"
14. "Fine Line"
15. "Sign Of The Times"
16. "Watermelon Sugar"
17. "Kiwi"

### 2022
1. "Daydreaming"
2. "Golden"
3. "Adore You"
4. "Daylight"
5. "Keep Driving"
6. "Music For A Sushi Restaurant"
7. "Matilda"
8. "Little Freak"
9. "Cinema"
10. "Satellite"
11. "Canyon Moon"
12. "Treat People With Kindness"
13. "What Makes You Beautiful"
14. "Late Night Talking"
15. "Love Of My Life"
16. "Watermelon Sugar"
17. "Sign Of The Times"
18. "As It Was"
19. "Kiwi"

### 2023
1. "Daydreaming"
2. "Golden"
3. "Adore You"
4. "Keep Driving"
5. "Daylight" / "Stockholm Syndrome"
6. "She"
7. "Matilda"
8. "Satellite"
9. "Music For A Sushi Restaurant"
10. "Cinema"
11. "Late Night Talking"
12. "Treat People With Kindness"
13. "What Makes You Beautiful"
14. "Grapejuice"
15. "Watermelon Sugar"
16. "Fine Line"
17. "Sign Of The Times"
18. "As It Was"
19. "Medicine"
20. "Kiwi"